# Jarrie
Jarrie település Franciaországban, Isère megyében. Lakosainak száma 3925 fő (2022. január 1.). Jarrie Bresson, Brié-et-Angonnes, Champagnier, Champ-sur-Drac, Échirolles és Montchaboud községekkel határos.

## Népesség
A település népességének változása:
| Lakosok száma | 2084 | 2807 | 4009 | 3864 | 3823 | 3749 | 3746 | 3763 | 3797 | 3925 |
|               | 1968 | 1982 | 1999 | 2006 | 2012 | 2015 | 2017 | 2018 | 2020 | 2022 |